# Feira Tecnópolis

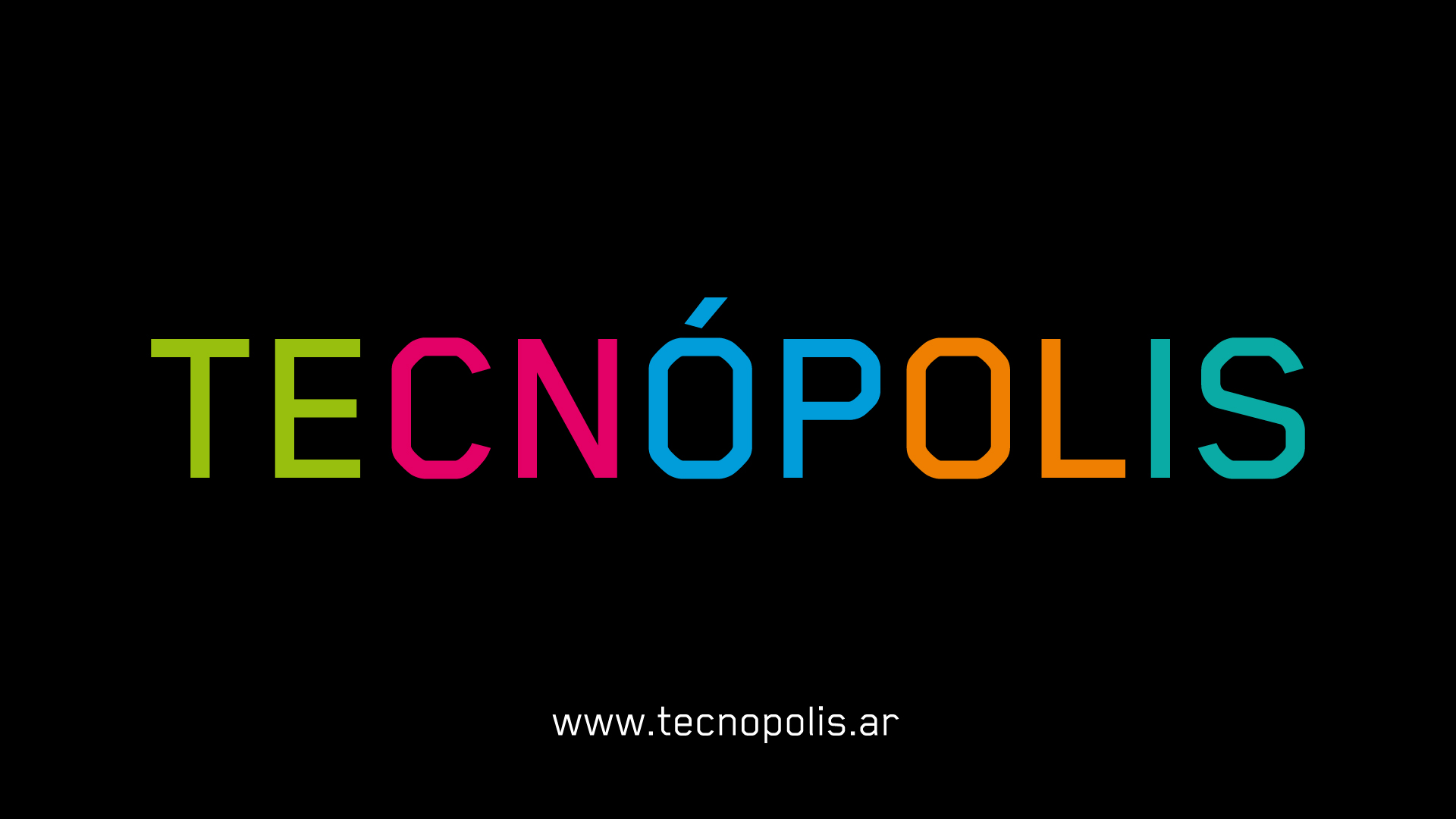
Logotipo oficial de Tecnópolis.

Tecnópolis é uma megamostra de ciência, tecnologia, indústria e arte, a maior da América Latina. Localizada em Villa Martelli, no partido de Vicente López, foi inaugurada em 14 de julho de 2011, pela presidente Cristina Fernández de Kirchner.

## História

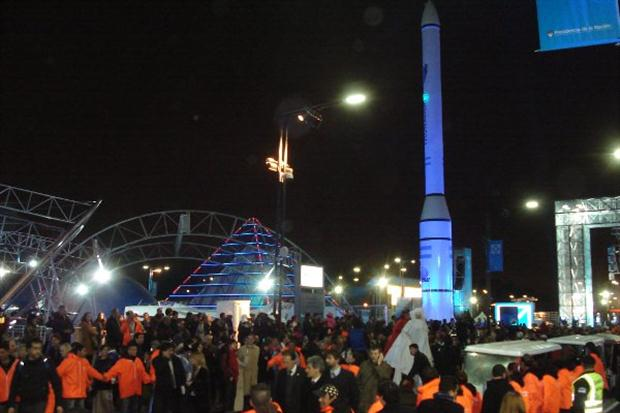
Entrada da Tecnópolis, se observa a Pirâmide e o foguete espacial Tronador II.

Inicialmente, Tecnópolis estava planejada para realizar-se na Cidade de Buenos Aires, pelos festejos do Bicentenário da Argentina.
A megamostra foi planejada para ser o final das celebrações do Bicentenário que organizou o governo nacional durante 2010, e inaugurar-se em 19 de novembro de 2011 na Cidade de Buenos Aires, na zona de parques da avenida Figueroa Alcorta.
Mas, em novembro de 2010, o Chefe de Governo da Cidade de Buenos Aires, Mauricio Macri negou a execução das obras de armação da exibição, com o argumento de que afetaria o trânsito.
Logo, o governo nacional tomou a decisão de localizar a megamostra em um prédio de 50 hectares na província de Buenos Aires, localizado em Vicente López, em donde se iniciaram os trabalhos. No lugar funcionou o Batalhão 601 durante a última ditadura militar, logo foi sede de um manifesto carapintada pela democracia, e hoje é um espaço educativo y didático para gente de todas as idades, pelo que foi totalmente reconvertido pela Unidade Bicentenário.

## Continentes
A exibição está organizada em cinco continentes: Água, Terra, Ar, Fogo e Imaginação.
Estes levam os visitantes para diferentes vertentes y práticas do passado, presente e futuro científico argentino. Para fazer mais educativo este repasso histórico, há uma linha de tempo expressada em cartéis com hitos das conquistas locais no mundo da ciência.

## Finalização
Continuará aberta até 22 de agosto de 2011, dia no qual suas portas se cerrarão, para dar passo a construção definitiva de um centro de exposições e mostras, que albergará uma mostra permanente do que é Tecnópolis.

Se estima que sua construção definitiva estará finalizada em meados de 2012.